# 17100 Kamiokanatsu
A 17100 Kamiokanatsu (ideiglenes jelöléssel 1999 JT37) a Naprendszer kisbolygóövében található aszteroida. A LINEAR projekt keretében fedezték fel 1999. május 10-én.